# Viișoara, Teleorman
Viișoara là một xã thuộc hạt Teleorman, România. Dân số thời điểm năm 2002 là 2310 người.